# Rodrigo Núñez
Rodrigo Fabián Núñez Ortiz (Santiago de Chile, 5 de fevereiro de 1977) é um futebolista profissional chileno, atua como meia, medalhista olímpico de bronze.

## Carreira
Rodrigo Núñez conquistou a a medalha de bronze em Sydney 2000.integrou a Seleção Chilena de Futebol na Copa América de 2001.